# 冈格阿普尔
冈格阿普尔（Gangapur），是印度马哈拉施特拉邦Aurangabad县的一个城镇。总人口22053（2001年）。

## 人口
该地2001年总人口22053人，其中男性11558人，女性10495人；0—6岁人口3291人，其中男1775人，女1516人；识字率66.43%，其中男性为73.60%，女性为58.53%。